# 1955 en cyclisme
| Années du cyclisme : 1952 - 1953 - 1954 - 1955 - 1956 - 1957 - 1958    |
| Décennies du cyclisme : 1920 - 1930 - 1940 - 1950 - 1960 - 1970 - 1980 |

Les faits marquants de l'année 1955 en cyclisme.

## Par mois

### Février
6 février : l'Espagnol José Gomez del Moral gagne le Tour d'Andalousie.
6 février : l'Espagnol José Gil Sole gagne la Course de côte du Mont Agel pour la deuxième fois.
12 février : le Français André Payan gagne le Grand prix de Monaco.
20 février : le Français Raoul Rémy gagne la Ronde d'Aix en Provence.
22 février : l'Italien Fausto Coppi gagne le Circuit de Cagliari pour la deuxième année d'affilée devant son compatriote Nino Defilippis.
22 février : le Français Louison Bobet gagne le Grand prix de Saint Raphaël.
27 février : l'Italien Donato Piazza gagne Sassari-Cagliari.
27 février : le Français André Payan gagne le Grand Prix de Nice.

### Mars
- 6 mars : le Belge Lode Anthonis gagne le Circuit Het Volk.
- 6 mars : le Français René Privat gagne Gênes-Nice.
- 13 mars : l'Italien Cleto Maule gagne Milan-Turin.
- 13 mars : l'Espagnol Hortensio Vidauretta gagne le Grand Prix de Printemps.
- 13 mars : l'Espagnol Federico Bahamontes gagne la Course de côte du Mont Faron contre la montre.
- 13 mars : le Belge Karel de Baere gagne le Circuit des 11 villes.
- 16 mars : le Français Jean Bobet gagne Paris-Nice.
- 19 mars : le Belge Germain Derijcke gagne Milan San Remo.
- 20 mars : le Belge Jo Planckaert gagne Kuurne-Bruxelles-Kuurne.
- 20 mars : le Belge Ernest Sterckx gagne le Tour du Limbourg pour la deuxième fois.
- 27 mars : le Français Louison Bobet gagne le Tour des Flandres.
- 27 mars : l'Italien Rino Benedetti gagne le Tour de la province de Reggio de Calabre.
- 27 mars : l'Espagnol Gabriel Company gagne le Trophée Masferrer.
- 27 mars : le Français Jean Forestier gagne le Grand Prix de Cannes.
- 27 mars : le Suisse Walter Bucher gagne le Tour des 4 Cantons.

### Avril
- 3 avril : le Belge Albéric Schotte gagne Gand-Wevelgem pour la deuxième fois.
- 3 avril : le Français René Privat gagne le Critérium national de la route.
- 3 avril : 1re des 5 manches du championnat d'Italie sur route. l'Italien Fausto Coppi gagne le Tour de Campanie pour la deuxième fois d'affilée , Il s'échappe dans la côte d'Agerola finit seul les 50 derniers KM et arrive avec près de 5 minutes d'avance sur son compatriote Fiorenzo Magni.
- 3 avril : l'Espagnol Antonio Barruta gagne la Subida a Arrate.
- 10 avril : le Français Jean Forestier gagne Paris-Roubaix détaché avec 15 secondes d'avance sur l'Italien Fausto Coppi et les Français Louison Bobet et Gilbert Scodeller. Lorsque Forestier a quitté ce groupe d'échappée, ni Coppi ni Bobet n'ont voulu prendre le risque de tirer les marrons du feu pour l'autre. Cela a donné lieu à  une chasse sans conviction dont a profité Jean Forestier. À l'arrivée, Bobet a reproché son attentisme à Coppi qui lui a répondu qu'il n'était pas dans sa meilleure forme à cette époque de la saison.
- 10 avril : l'Espagnol Vicente Iturat gagne le Grand Prix de Pâques.
- 11 avril : le Belge Jan Storms gagne la première édition du Circuit des Régions Fruitières.
- 12 avril : l'Espagnol Jesus Galdeano gagne le Grand Prix de Navarre.
- 12 avril : le Français Jean Marie Cieleska gagne Paris-Camembert.
- 17 avril : le Français Jean Marie Cieleska gagne le Tour du Morbihan. Ensuite l'épreuve deviendra amateur jusqu'en 1963.
- 17 avril : le Suisse Max Schellenberg gagne le Championnat de Zurich.
- 17 avril : 2e manche du championnat d'Italie sur route. l'Italien Fiorenzo Magni gagne le Tour de Romagne pour la deuxième fois.
- 17 avril : le Belge Albéric Schotte gagne "A travers la Belgique" pour la deuxième fois.
- 24 avril : le Belge Marcel Hendrickx gagne Paris-Bruxelles pour la deuxième fois d'affilée.
- 25 avril : l'Italien Gilberto Dall' Agata gagne le Tour de Sicile.
- 27 avril : le Belge Joseph Schils gagne la Nokere Koerse.
- 30 avril : le Belge Stan Ockers gagne la Flèche wallonne pour la deuxième fois.

### Mai
- 1er mai : le Belge Stan Ockers gagne Liège-Bastogne-Liège et ainsi gagne le Week-End Ardennais.
- 1er mai : le Français Valentin Huot gagne la Polymultipliée.
- 1er mai l'Italien Bruno Monti gagne Rome-Naples-Rome pour la deuxième année d'affilée.
- 1er mai : le Néerlandais Piet Haan gagne le Tour des Pays-Bas.
- 1er mai : le Belge Léo Buyst gagne le Grand Prix de Hoboken.
- 2 mai : le Belge Joseph de Feyter gagne le Grand Prix de la Banque.
- 5 mai : le Belge René Mertens gagne le Circuit des Ardennes Flamandes.
- 8 mai : le Français Jean Dotto (réputé pour avoir gagné toutes les courses de côte Françaises) gagne la plus grande épreuve de sa carrière en remportant le Tour d'Espagne.
- 8 mai : le Suisse René Strehler gagne le Tour de Romandie.
- 8 mai : le Néerlandais Thijs Roks devient champion des Pays-Bas sur route.
- 15 mai : le Belge Rik Van Steenbergen gagne le Circuit du Limbourg.
- 21 mai : le Belge Henri Denys gagne le Tour des 3 Provinces Belge.
- 22 mai : le Belge Alex Close gagne le Tour de Belgique.
- 22 mai : le Français Louis Deprez gagne la première édition des 4 jours de Dunkerque.
- 22 mai : le Français Albert Bouvet gagne les Boucles de la Seine.
- 29 mai : l'Espagnol Francisco Masip gagne le Tour du Levant.
- 29 mai : le Néerlandais Wim Van Est gagne le Circuit Mandel-Lys-Escaut.
- 30 mai : le Luxembourgeois Lucien Gillen gagne le Tour de l'Oise.
- 30 mai : le Belge Henri Luyten gagne le Flèche Hesbignonne.
- 30 mai : le Belge Rik Van Looy gagne le Circuit de Flandre Orientale.

### Juin
- 4 juin : l'Italien Fausto Coppi gagne la 20e étape du Tour d'Italie Trente-San Pellegrino. Il s'échappe avec son compatriote Fiorenzo Magni et les deux hommes passent la ligne d'arrivée avec 5 minutes et 37 secondes sur l'Italien Alessandro Fantini qui règle le sprint du peloton. Au classement général, Magni est leader de 13 secondes devant Coppi. Lorsque les journalistes ont demandé au campionissimo pourquoi il n'a pas tenté de reprendre les 13 secondes en démarrant en vue de l'arrivée, ce dernier répondit qu'il ne lui a pas semblé loyal de le faire car Magni avait fait le plus gros travail durant l'échappée. C'est la dernière victoire d'étape de Fausto Coppi sur le Tour d'Italie.
- 5 juin : l'Italien Fiorenzo Magni gagne le Tour d'Italie pour la troisième fois. Il devance son compatriote Fausto Coppi de 13 secondes.
- 5 juin : le Suisse Hans Hollenstein gagne le Tour du Nord-Ouest de la Suisse.
- 5 juin : l'Espagnol Miguel Poblet gagne le Grand Prix du Midi libre.
- 5 juin : l'Espagnol Federico Bahamontes gagne la Vuelta a Los Puertos.
- 5 juin : le Français René Fournier gagne le Circuit de l'Indre.
- 6 juin : le Français Louison Bobet gagne le Tour de Luxembourg.
- 12 juin : l'Allemand Rudi Theissen gagne le Tour de R F A. L'épreuve ne reprendra qu'en 1960.
- 12 juin : le Belge Ludo Van Der Elst gagne le Circuit des Régions Flamandes.
- 12 juin : le Belge Jos Hoevenaars remporte le Week-end spadois.
- 15 juin : l'Italien Adolfo Grosso gagne le Tour de Vénétie pour la deuxième fois.
- 15 juin : le Belge Roger Decock gagne Bruxelles-Ingooigem.
- 18 juin : le Suisse Hugo Koblet gagne le Tour de Suisse pour la troisième fois.
- 19 juin : le Français Louison Bobet gagne le Dauphiné Libéré devant son compatriote Roger Walkowiak.
- 19 juin : le Belge Fred de Bruyne gagne le Tour de Belgique Centrale.
- 20 juin : l'espagnol Federico Bahamontes gagne le Tour des Asturies.
- 20 juin : le Français Jean Marie Cieleska gagne Paris-Bourges.
- 26 juin : 3e manche du championnat d'Italie sur route. L'Italien Giuseppe Minardi gagne le Tour du Piémont.
- 26 juin : l'Espagnol Antonio Gelabert devient champion d'Espagne sur route pour la deuxième fois.
- 26 juin : le Luxembourgeois Marcel Erzner est champion du Luxembourg sur route pour la troisième année consécutive.
- 26 juin : le Suisse Hugo Koblet devient champion de Suisse sur route.
- 26 juin : le Belge Emiel Van Cauter devient champion de Belgique sur route.
- 26 juin : le Français André Darrigade devient champion de France sur route.

### Juillet
- 7 juillet : départ du Tour de France, les vainqueurs d'étapes reçoivent une minute de bonification et leurs seconds 30 secondes de bonification. Pour la première fois, la télévision va diffuser le soir après les étapes, un résumé de la course du jour. Ces documents d'un très grand intérêt seront réunis par le journaliste Jean Paul Ollivier dans une série de vingt cinq documentaires sportifs intitulée " 25 jours 25 Tours " . Cette série télédiffusée durant le Tour de France 1980 relatera les Tours de France de 1955 à 1979, grâce aux archives que ces résumés filmés ont laissées. L' Espagnol Miguel Poblet gagne au sprint la 1re demi-étape de la 1ere étape Le Havre-Dieppe, 2e le Français Louis Caput, 3e le Belge Edgard Sorgeloos, après d'autres coureurs intercalés, le Français André Darrigade 14e à 2 minutes 13 secondes remporte le sprint du peloton. Poblet est le 1er Espagnol  de l'Histoire a porté le maillot jaune.
- la 2e demi-étape contre la montre par équipe autour de Dieppe est remportée par l'équipe des Pays-Bas, 2e la France à 15 secondes, 3e l'Italie à 54 secondes, 4e le Nord-Est-Centre à 54 secondes également, 5e la Belgique à 1 minute 24 secondes. L'étape, qui octroie seulement quelques secondes de bonification, influe peu sur le classement général : 1er l'Espagnol Miguel Poblet, 2e le Français Louis Caput à 26 secondes, 3e le Néerlandais Wout Wagtmans à 27 secondes.
- 7 juillet : le Belge Jo Planckaert gagne le Circuit des Monts du Sud-Ouest.
- 8 juillet : le Français Antonin Rolland gagne, au sprint devant ses compagnons d'échappée, la 2e étape du Tour de France Dieppe-Roubaix, 2e le Néerlandais Wout Wagtmans, 3e le Belge Fred de Bruyne, viennent ensuite des coureurs intercalés et l'Espagnol Miguel Poblet 11e à 2 minutes 23 secondes remporte le sprint du peloton. Wout Wagtmans prend le maillot jaune, 2e Fred de Bruyne à 58 secondes, 3e le Français Eugène Telotte à 59 secondes, 4e Antonin Rolland à 1 minute 48 secondes.
- 9 juillet : le Français Louison Bobet gagne la 3e étape du Tour de France Roubaix-Namur qui s'achève au sommet de la citadelle de Namur, 2eme le Belge Richard Van Genechten, 3eme l'Italien Bruno Conti, 4eme le Néerlandais Wout Wagtmans, tous même temps, 5eme et 6eme dans cet ordre, le Belge Raymond Impanis et le Français Jean Robic à 15 secondes, le Français Antonin Rolland finit 9eme à 21 secondes, le Belge Fred de Bruyne termine 72eme à 21 minutes 47 secondes et le Français Eugène Telotte arrive 95eme à 38 minutes 12 secondes. Au classement général, Wagtmans conserve le maillot jaune, 2eme Rolland à 2 minutes 9 secondes, 3eme Robic à 3 minutes 42 secondes, 4eme Bobet à 4 minutes 41 secondes.
- 10 juillet : le Luxembourgeois Willy Kemp gagne la 4e étape du Tour de France Namur-Metz, 2e à 12 secondes le Français Maurice Quentin, 3e le Français Pierre Molineris même temps, viennent ensuite leurs deux compagnons d'échappée, puis des hommes intercalés (dont le Français Antonin Rolland 7e à 20 secondes), le sprint du peloton est remporté par l'Autrichien Alfred Kain 21eme à 11 minutes 50 secondes. Au classement général, le Français Antonin Rolland prend le maillot jaune, 2e le Néerlandais Wout Wagtmans à 9 minutes 21 secondes, 3e le Français Jean Robic, 4e le Français Louison Bobet à 13 minutes 32 secondes.
- 11 juillet : le Français Roger Hassenforder gagne, au sprint devant ses trois compagnons d'échappée, la 5e étape du Tour de France Metz-Colmar, 2e le Français Vincent Vitetta, 3e le Français Jean Bobet (frère de Louison), 4e le Français Francis Siguenza. Le peloton est morcelé, le Néerlandais Wout Wagtmans 11eme à 9 minutes remporte le sprint du groupe des favoris. Au classement général : 1er le Français Antonin Rolland, 2e Hassenforder à 4 minutes 56 secondes, 3e Jean Bobet à 5 minutes 49 secondes.
- 12 juillet : le Français André Darrigade gagne au sprint la 6e étape du Tour de France Colmar-Zurich, 2e le Suisse Ferdi Kubler, 3e le Français Pierre Molinéris, puis leurs quatre compagnons d'échappée tous même temps. Quatre hommes sont intercalés et l'Espagnol Miguel Poblet 11e à 5 minutes 31 secondes remporte le sprint du peloton. Pas de changement en tête du classement général.
- 13 juillet : le Néerlandais Jos Hinsen gagne, au sprint devant ses huit compagnons d'échappée, la 7e étape du Tour de France Zurich-Thonon les Bains, 2e l'Italien Alessandro Fantini, 3e le Français Louis Caput. L'Espagnol Miguel Poblet 10e à 17 minutes 33 secondes remporte le sprint du peloton. Le Néerlandais Wim Van Est, (6e de l'étape), prend le maillot jaune, 2e le Français Antonin Rolland à 25 secondes, 3e le Français Roger Hassenforder à 5 minutes 21 secondes.
- 14 juillet : le Luxembourgeois Charly Gaul gagne en solitaire la 8e étape du Tour de France Thonon les Bains-Briançon qui emprunte les cols des Aravis, du Télégraphe et du Galibier, 2e le Suisse Ferdi Kubler à 13 minutes 47 secondes, 3e l'Italien Agostino Coletto, 4e le Français Louison Bobet, 5e l'Espagnol Antonio Gelabert, 6e le Français Vincent Vitetta, 7e l'Italien Pasquale Fornara, 8eme le Belge Jan Brankart, tous même temps. Les Français Raphaël Geminiani 9e et Antonin Rolland 10e sont à 15 minutes 46 secondes. Le Français Jean Robic victime d'une chute est 15e à 17 minutes 2 secondes. Le Néerlandais Wout Wagtmans termine 16eme à 17minutes 2 secondes et son compatriote Wim Van Est finit 38e à 23 minutes 36 secondes, il perd le maillot jaune. Le Français Roger Hassenforder abandonne.  Gaul a bénéficié de l'effet de surprise, il restait sur deux abandons durant les deux Tours précédent et il s'est échappée très tôt en compagnie du Néerlandais Jan Nolten. Dans le télégraphe Gaul se débarrasse de Nolten qui arrivera 12e à 16 minutes 50 secondes, après lui, à Briançon. Au sommet du Galibier Gaul possède 15 minutes d'avance et perdra un minimum de temps dans la descente.  L'ange de la montagne vient de déployer ses ailes. Au classement général, Rolland reprend le maillot jaune, 2e Van Est à 7 minutes 25 secondes, 3e Gaul à 10 minutes 17 secondes, 4eme Wagtmans à 10 minutes 37 secondes, 5eme Fornara à 11 minutes 3 secondes, 6eme Louison Bobet à 11 minutes 33 secondes, le Français Jean Robic est 9eme à 14 minutes 44 secondes.
- 15 juillet : le Français Raphaël Geminiani gagne en solitaire la 9e étape du Tour de France Briançon-Monaco qui emprunte les cols de Vars, de la Cayolle, du Vasson (aujourd'hui connu sous le nom de Valberg) et de la Turbie, 2e le Français Gilbert Bauvin à 2 minutes, 3e l'Italien Pasquale Fornara, 4e le Français Antonin Rolland, 5eme le Français Louison Bobet, 6e l'Italien Giancarlo Astrua tous même temps. Le Luxembourgeois Charly Gaul est 10eme à 3 minutes 36 secondes à cause d'une chute, le Français Jean Robic 25e à 11 minutes 30 secondes a été retardé par une crevaison, et une sévère chute. Les Néerlandais Wim Van Est 31e à 22 minutes 29 secondes et Wout Wagtmans 61e à 40 minutes 46 secondes quittent les premières places. Gaul a attaqué tôt pour glaner les points pour le Grand Prix de la montagne dans les trois grands cols de l'étape, puis a été rejoint. Au classement général : 1er Rolland, 2e Fornara à 11 minutes 3 secondes, 3e Bobet à 11 minutes 33 secondes, 4e Gaul à 11 minutes 53 secondes. Le Tour doit se jouer entre ces quatre hommes.
- 16 juillet : le Français Lucien Lazarides gagne la 10e étape du Tour de France Monaco-Marseille, 2eme l'Espagnol Francisco Alomar même temps, 3eme le Français Roger Buchonnet à 1 minute 24 secondes. Le peloton est morcelé, le sprint du groupe des favoris est remporté par l'Espagnol Miguel Poblet 22eme à 8 minutes 12 secondes. Le Français Jean Robic abandonne. Pas de changement en tête du classement général. Il y a repos le 17 juillet.
- 18 juillet : le Français Louison Bobet gagne en solitaire la 11e étape du Tour de France Marseille-Avignon qui emprunte le Mont-Ventoux par Bédouin, 2eme le Belge Jan Brankart à 49 secondes, 3eme l'Italien Pasquale Fornara à 55 secondes, 4eme l'Italien Agostino Coletto même temps, 5eme l'Italien Giancarlo Astrua à 1 minute, 6 et 7e dans cet ordre le Néerlandais Wout Wagtmans et le Français Antonin Rolland à 5 minutes 40 secondes. Le Luxembourgeois Charly Gaul est 13eme à 5 minutes 59 secondes, le Suisse Ferdi Kubler 42e à 26 minutes 19 secondes abandonne. Sur le plan sportif, l'étape a été marquée par le panache de Bobet qui franchit le Mont-Ventoux est tête ceint du maillot de champion du monde et qui résiste à la meute de ses poursuivants jusqu'à Avignon. Sur un autre plan, l'étape a été marquée par des défaillances dues à la prise de produits dopants. Le Français Jean Malléjac aurait pu en mourir. Il s'effondre en pleine ascension, il délire, il est transporté en urgence à l'hôpital. La promptitude des secours lui ont sauvé la vie. Kubler aussi a eu un comportement suspect. Alors que le Français Raphaël Geminiani le mettait en garde en lui disant : "Attention Ferdi le Ventoux n'est pas un col comme les autres", le Suisse répond :" Ferdi aussi n'est pas un champion comme les autres ". Cela ne l'empêchera pas de s'écrouler en route et de tenir des propos délirants aux spectateurs. Le Belge Richard Van Genechten 52e à 31 minutes 53 secondes également a connu une défaillance et a tenu des propos délirants, zigzaguant sur toute la largeur de la route. Même Gaul a été malade. Une enquête a été diligentée, mais devant le silence des coureurs, le nom de la personne qui a distribué le produit dopant n'a pas été connu. Au classement général, 1er Rolland, 2e Bobet à 4 minutes 53 secondes, 3e Fornara à 6 minutes 18 secondes, 4e Brankart à 10 minutes 44 secondes, 5e Gaul à 12 minutes 12 secondes.
- 19 juillet : l'Italien Alessandro Fantini gagne la 12e étape du Tour de France Avignon-Millau qui emprunte le col du Minier, 2eme le Belge Stan Ockers, 3eme le Français Nello Lauredi, puis leurs cinq compagnons d'échappée tous même temps. Le peloton est morcelé, c'est le Suisse Otto Meili 20eme à 24 minutes 5 secondes qui remporte le sprint du groupe des favoris. Le Luxembourgeois Charly Gaul, encore mal à l'aise comme la veille, termine 63e à 25 minutes 53 secondes. Au classement général, le seul changement notable est la rétrogradation du Luxembourgeois à la 8eme place à 14 minutes du Français Antonin Rolland.
- 19 juillet : le Français Pierre Pardoen gagne le Grand prix de Fourmies.
- 20 juillet : le Néerlandais Dan de Groot en solitaire gagne la 13e étape du Tour de France Millau-Albi, 2e le Français André Darrigade à 20 minutes 31 secondes, 3e le Français Georges Gay, 4eme l'Autrichien Kurt Schneider tous même temps. Après d'autres coureurs intercalés, l'Espagnol Miguel Poblet 8eme à 21 minutes 9 secondes remporte le sprint du peloton. Pas de changement en tête du classement général.
- 21 juillet : le Français Louis Caput gagne au sprint la 14e étape du Tour de France Albi-Narbonne qui emprunte le col de la Fontasse, 2e le Belge Fred de Bruyne, 3e l'Italien Rino Benedetti, viennent ensuite leurs 13 compagnons d'échappée. L'espagnol Miguel Poblet 17e à 6 minutes 59 secondes remporte le sprint du peloton. Pas de changement en tête du classement général. Le Français Jean Dotto abandonne.
- 22 juillet : l'Italien Luciano Pezzi gagne la 15eme étape du Tour de France Narbonne-Ax les Thermes qui emprunte le col de Portel, 2eme son compagnon d'échappée le Néerlandais Jan Nolten même temps, 3eme à 5 minutes 50 secondes l'Espagnol Miguel Poblet qui remporte le sprint du peloton. Pas de changement en tête du classement général. Il y a repos le 23 juillet.
- 24 juillet : le Belge Rik Van Steenbergen gagne la 16e étape du Tour de France Ax les Thermes-Toulouse, 2e l'Italien Rino Benedetti, 3e l'Espagnol Miguel Poblet puis tout le peloton. Pas de changement en tête du classement général.
- 24 juillet : l'Italien Arrigo Padovan gagne le Tour de Toscane.
- 25 juillet : le Luxembourgeois Charly Gaul gagne en solitaire la 17e étape du Tour de France Toulouse-Saint Gaudens qui emprunte les cols d'Aspin et de Peyresourde, 2eme le Français Louison Bobet à 1 minute 24 secondes, 3eme l'Italien Giancarlo Astrua à 3 minutes 18 secondes, 4eme le Belge Stan Ockers, 5eme l'Espagnol Jésus Lorono, 6eme le Français Raphaël Geminiani, 7eme le Belge Jan Brankart, tous même temps. L'Italien Pasquale Fornara termine 10eme à 3 minutes 26 secondes et le Français Antonin Rolland finit 11eme à 8 minutes 49 secondes. Dès le début de l'étape Gaul s'échappe et franchit en tête les deux grands cols du jour. Derrière, Bobet dans Peyresourde lâche les autres favoris et rejoint Gaul dans la plaine. Une crevaison retarde Bobet et le gain de l'étape revient au Luxembourgeois. Au classement général, Louison Bobet prend le maillot jaune, 2eme Rolland à 3 minutes 8 secondes, 3eme Fornara à 3 minutes 57 secondes, 4eme Gaul à 7 minutes 13 secondes, 5eme Brankart à 8 minutes 15 secondes, 6eme Geminiani à 9 minutes 51 secondes.
- 26 juillet : le Belge Jan Brankart gagne la 18e étape du Tour de France Saint Gaudens-Pau qui emprunte les cols du Tourmalet et de l'Aubisque, 2e le Français Louison Bobet, 3e le Luxembourgeois Charly Gaul, 4e le Français Raphaël Geminiani, tous même temps, 5e le Belge Stan Ockers à 2 minutes 26 secondes, le Français Antonin Rolland est 10eme même temps que le Belge. L'Italien Pasquale Fornara essuie une défaillance et termine 25eme à 10 minutes 29 secondes. Au sommet du Tourmalet, franchit en tête par l'étonnant Espagnol Miguel Poblet, tous les favoris sont encore ensemble. Dans l'Aubisque Gaul attaque, Bobet saute dans sa roue et les deux hommes s'échappent et passe en tête au sommet. Derrière Brankart contre attaque et Geminiani saute dans sa roue pour le contrôler. Dans la plaine avant Pau les quatre hommes font leur jonction. Au sprint Brankart est le plus rapide. Au classement général, Bobet a le Tour en poche, à la sortie des Pyrénées, il possède 6 minutes 4 secondes d'avance sur Rolland 2e, Gaul est 3e à 7 minutes 43 secondes, l'étonnant Brankart est 4e à 7 minutes 45 secondes.
- 27 juillet : le Néerlandais Wout Wagtmans gagne, au sprint devant ses cinq compagnons d'échappée, la 19e étape du Tour de France Pau-Bordeaux, 2e le Suisse Max Schellenberg, 3e le Français Gilbert Bauvin. D'autres hommes sont intercalés et l'Espagnol Miguel Poblet 21e à 5 minutes 30 secondes remporte le sprint du peloton. Pas de changement en Tête du classement général.
- 28 juillet : le Français Jean Forestier gagne la 20e étape du Tour de France Bordeaux-Poitiers, 2eme le Français Gilbert Bauvin, 3eme le Néerlandais Wim Van Est, après d'autres coureurs intercalés, l'Espagnol Miguel Poblet 15eme à 7 minutes 35 secondes remporte le sprint du peloton. Pas de changement en tête du classement général.
- 29 juillet : le contre la montre de la 21e étape du Tour de France Châtellerault-Tours est remporté par le Belge Jan Brankart, 2e l'Italien Pasquale Fornara à 30 secondes, 3e le Français Louison Bobet à 2 minutes 12 secondes, le Luxembourgeois Charly Gaul est 6e à 5 minutes 59 secondes, le Français Antonin Rolland est 28e à 9 minutes 6 secondes. Bobet, favori de l'étape, explique sa relative mauvaise performance en disant que depuis la moitié du Tour il souffre d'une blessure à la selle qui le fait souffrir atrocement. Il a couru le contre la montre pratiquement en danseuse tout le long. Il est temps pour lui que le Tour se termine. Au classement général, ceci explique le retour de Brankart à 4 minutes 53 secondes de Bobet maillot jaune. Gaul est 3eme à 11 minutes 30 secondes, 4eme Fornara à 12 minutes 44 secondes, 5eme Rolland à 13 minutes 18 secondes.
- 30 juillet : l'Espagnol Miguel Poblet gagne en solitaire la 22e étape du Tours de France Tours-Paris, 2eme le Français André Darrigade à 14 secondes, 3eme l'Italien Alessandro Fantini, puis tout le peloton même temps. Le Français Louison Bobet gagne son 3e Tour de France consécutif, 2e le Belge Jan Brankart à 4 minutes 53 secondes, 3e le Luxembourgeois Charly Gaul à 11 minutes 30 secondes. Le Belge Stan Ockers remporte le classement par points symbolisé par le maillot vert. Gaul remporte le Grand Prix de la montagne qui n'a pas encore de maillot distinctif. Le Belge Philippe Thys a été invité par les organisateurs pour lui faire faire un tour de piste de Parc des Princes avec Bobet puisqu'ils sont alors codétenteurs du record de victoires de l'épreuve avec trois succès.

### Août
- 1er août : l'Espagnol José Perez Sanchez gagne le Grand Prix de Villafranca.
- 2 août : le Belge Albéric Schotte gagne le Grand Prix de l'Escaut.
- 4 août : le Français Jacques Anquetil gagne le Bol d'Or des Monedières.
- 20 août : le Belge André Vlayen gagne la première édition du Circuit Hageland-Campine Sud.
- 21 août : l'Allemand Hans Preiskert devient champion de RFA sur route.
- 21 août : le Britannique Bernard King conserve son titre de champion de Grande-Bretagne sur route NCU.
- 21 août : le Britannique Graham Vines devient champion de Grande-Bretagne sur route BLRC après avoir remporté le titre NCU.
- 21 août : le Belge Jan Brankart gagne le Tour du Brabant Central. L'épreuve ne reprendra qu'en 1961.
- 23 août : le Belge André Auquier gagne le Grand Prix de Zottegem.
- 27 août : l'Espagnol Martin Erausquin gagne le Grand Prix de LLodio.
- 27 août : à Frascati (Italie) l'Italien Sante Ranucci est champion du monde amateur sur route.
- 28 août : à Frascati (Italie) le Belge Stan Ockers devient champion du monde sur route, le Luxembourgeois Jean-Pierre Schmitz est médaille d'argent et le Belge Germain Derijcke est médaille de bronze.
- 30 août : le Belge Joseph Mariën gagne la Coupe Sels.
- 31 août-5 septembre : championnats du monde de cyclisme sur piste à Milan (Italie). L'Italien Antonio Maspes est champion du monde de vitesse professionnelle. L'Italien Giuseppe Ogna est champion du monde de vitesse amateur. L'Italien Guido Messina est champion du monde de poursuite professionnelle pour la deuxième année d'affilée. Le Britannique Norman Sheil est champion du monde de poursuite amateur.

### Septembre
- 4 septembre : l'Italien Dante Orlandi gagne le Grand Prix de Camaiore.
- 4 septembre : l'Italien Ardello Trape gagne le Tour d'Ombrie.
- 4 septembre : le Belge Willy Vannitsen gagne la Flèche Anversoise.
- 5 septembre : l'Italien Fausto Coppi gagne le Grand Prix Houdeng. L'épreuve ensuite disparait du calendrier international.
- 6 septembre : le Belge Marcel Janssens gagne le Grand Prix de Brasschaat.
- 7 septembre : le Français René Poncet gagne la Poly Lyonnaise.
- 8 septembre : l'Italien Aldo Moser gagne le Grand Prix de Prato.
- 11 septembre : l'Espagnol José Gomez del Moral gagne le Tour de Catalogne.
- 11 septembre : l'Italien Fiorenzo Magni gagne Milan-Modène pour la deuxième fois. Ensuite l'épreuve disparait du calendrier international.
- 15 septembre : le Belge Léon de Lathouwer gagne le Championnat des Flandres pour la deuxième fois.
- 15 septembre : le Polonais Edouard Kablinski gagne le Grand Prix d'Orchies.
- 18 septembre : 4e manche du championnat d'Italie sur route. l'Italien Fausto Coppi gagne le Tour des Apennins.
- 18 septembre : l'Autrichien Alfred Kain gagne le Grand Prix d'Isbergues.
- 29 septembre : le Français Jacques Anquetil gagne le Grand Prix des Nations pour la troisième fois d'affilée.
- 29 septembre : l'Italien Renato Ponsini gagne le Trophée Bernocchi.
- 29 septembre : le Belge Roger de Corte gagne le Circuit Houtland pour la deuxième fois.

### Octobre
- 2 octobre : 5e manche du championnat d'Italie sur route. L'Italien Fausto Coppi gagne les 3 Vallées Varésines pour la troisième fois, il devance son compatriote Aldo Moser de 2 minutes et 45 secondes. À l'issue de la course, Fausto Coppi devient champion d'Italie sur route pour la quatrième fois.
- 4 octobre : l'Italien Nino Defilippis gagne le Tour d'Émilie pour la deuxième année d'affilée.
- 6 octobre : l'Italien : Angelo Miserocchi gagne la Coupe Sabatini.
- 6 septembre : le Français Jacques Dupont gagne le Circuit des boucles de l'Aulne.
- 9 octobre : le Français Jacques Dupont gagne Paris-Tours pour la deuxième fois.
- 16 octobre : le Suisse Rolf Graf gagne le Grand prix de Lugano.
- 16 octobre : l'Italien Giuseppe Minardi gagne le Trophée Matteotti.
- 18 octobre : le Belge Karel de Baere gagne le Grand Prix de Clôture.
- 19 octobre : l'Italien Lino Pizzoferrato gagne la Coppa Agostoni.
- 23 octobre : l'Italien Cleto Maule gagne le Tour de Lombardie. Le Belge Stan Ockers remporte le Challenge Desgranges-Colombo.

### Novembre
- 1er novembre : l'Italien Ettore Milano gagne le Course de côte de la Turbie.
- 4 novembre : la paire italienne Fausto Coppi-Riccardo Filippi gagne le Trophée Baracchi pour la troisième fois d'affilée.
- 6 novembre : l'Italien Loretto Petrucci gagne le Tour du Latium.

## Principales naissances
- 6 janvier : Patrick Lefevere, cycliste et dirigeant d'équipe belge.
- 9 janvier : Michael Marcussen, cycliste danois.
- 15 janvier : Alberto Fernández Blanco, cycliste espagnol.
- 17 janvier : Serge Beucherie, cycliste et directeur sportif français.
- 18 janvier : Pol Verschuere, cycliste belge.
- 5 février : Giovanni Mantovani, cycliste italien.
- 1er mars : Claudio Corti, cycliste italien.
- 10 mars : Jesús Suárez Cueva, cycliste espagnol.
- 11 mars : Giuseppe Martinelli, cycliste italien.
- 25 mars : Carlo Tonon, cycliste italien. († 17 juin 1996).
- 27 mars : Gary Sutton, cycliste australien.
- 23 avril : Noël Dejonckheere, cycliste belge.
- 17 mai : Czesław Lang, cycliste polonais.
- 23 mai : Bernard Becaas, cycliste français. († 25 août 2000).
- 27 mai : René Martens, cycliste belge.
- 31 mai :
  - Jean-Luc Vandenbroucke, cycliste belge.
  - Youri Barinov, cycliste soviétique.
- 2 juin : Alexandre Perov, cycliste soviétique.
- 13 juillet : Pablo Wilches, cycliste colombien.
- 29 juillet : Tommy Prim, cycliste suédois.
- 16 août : Mario Beccia, cycliste italien.
- 20 août : Ned Overend, pilote de VTT américain.
- 29 août : Frank Hoste, cycliste belge.
- 17 septembre : Jan Jankiewicz, cycliste polonais.
- 19 septembre : Dominique Arnaud, cycliste français.
- 27 septembre : Dirk Heirweg, cycliste allemand.
- 8 octobre : Jonathan Boyer, cycliste américain.
- 26 octobre : Bernd Drogan, cycliste allemand.
- 14 novembre : Kōichi Nakano, cycliste japonais.
- 15 novembre : Leo van Vliet, cycliste néerlandais.
- 16 novembre : Emanuel Raasch, cycliste allemand.
- 2 décembre : Gilbert Glaus, cycliste italien.
- 4 décembre : Jean-Philippe Vandenbrande, cycliste belge.
- 7 décembre : Alfio Vandi, cycliste italien.
- 12 décembre : Eddy Schepers, cycliste belge.
- 22 décembre : Jean-Louis Gauthier, cycliste français. († 11 juillet 2014).
- 30 décembre : Constant Tourné, cycliste belge.
- 31 décembre : Gregor Braun, cycliste allemand.

## Principaux décès
- 18 février : Charles Crupelandt, cycliste français. (° 23 octobre 1886).
- 6 mai : Giovanni Gerbi, cycliste italien. (° 20 mai 1885).
- 6 juin : Julien Pouchois, cycliste français. (° 10 décembre 1888).
- 9 août : Francisco Alomar, cycliste espagnol. (° 23 décembre 1928).
- 22 novembre : Théophile Beeckman, cycliste belge. (° 1er novembre 1896).
- 3 décembre : Maurice Archambaud, cycliste français. (° 30 août 1906).
- 25 décembre : Giovanni Cuniolo, cycliste italien. (° 3 janvier 1884).